# Nodalla striatella
Nodalla striatella är en insektsart som beskrevs av Navás 1936. Nodalla striatella ingår i släktet Nodalla och familjen Berothidae. Inga underarter finns listade i Catalogue of Life.